# Spitssnuitsnavelhaai
De spitssnuitsnavelhaai (Deania calcea) is een vis uit de familie van de zwelghaaien en snavelhaaien (Centrophoridae) en behoort derhalve tot de orde van doornhaaiachtigen (Squaliformes). De vis kan een lengte bereiken van 122 centimeter.

## Leefomgeving
De spitssnuitsnavelhaai is een zoutwatervis. De vis prefereert diep water en komt voor in de Grote Oceaan en Atlantische Oceaan op dieptes tussen 60 en 1490 meter.

## Relatie tot de mens
De spitssnuitsnavelhaai is voor de visserij van beperkt commercieel belang. In de hengelsport wordt er weinig op de vis gejaagd.